# 七隈駅

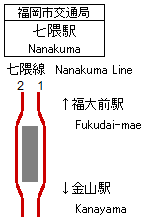
配線図

七隈駅（ななくまえき）は、福岡県福岡市城南区七隈四丁目にある福岡市地下鉄七隈線の駅。駅番号はN07。
駅のシンボルマークは空港線・箱崎線のシンボルマークをデザインした西島伊三雄が2001年に死去したため、それ以前に描かれていた原案を元に、息子で同じくグラフィックデザイナーの西島雅幸が完成させた。モチーフは七隈の由来の一つとされる「七車（ななぐるま）」で7個の六角形。駅識別カラーは   DIC-455（系統色名：紫青）で、賀茂駅と共通。
橋本駅が管理し、日本通運福岡支店が駅業務を受託する業務委託駅である。

## 歴史
- 2000年（平成12年）4月22日 - 2000年（平成12年）12月17日：設計期間（実施設計者：木村建築研究所）[1]
- 2003年（平成15年）1月24日 - 2004年（平成16年）12月20日：施工期間（施工者：清水・福田・森本 建設工事共同企業体）[1]
- 2005年（平成17年）2月3日：開業。開業時から業務委託駅[5]。

## 駅構造
1面2線島式ホームの地下駅。城南学園通り直下に位置する。
| 地階    | 出入口                       | 出入口                                     |
| 地下1階 | コンコース階                 | コンコース、案内所、自動券売機、自動改札口 |
| 地下1階 | コンコース階                 | トイレ（改札内）                           |
| 地下2階 | 1番ホーム                    | ■七隈線 博多方面（金山駅）→                |
| 地下2階 | 島式ホーム，右側のドアが開く |                                            |
| 地下2階 | 2番ホーム                    | ←■七隈線 橋本方面（福大前駅）              |

- 各階の面積は、地上108平方メートル、地下1階3,321平方メートル、地下2階2,426平方メートル[1]。
- 利用者の目に留まる箇所に用いられる「個性化壁」には、青緑色の御影石（パンシーブルー、400mm×400mm×厚さ15mm）を使用している[6]。

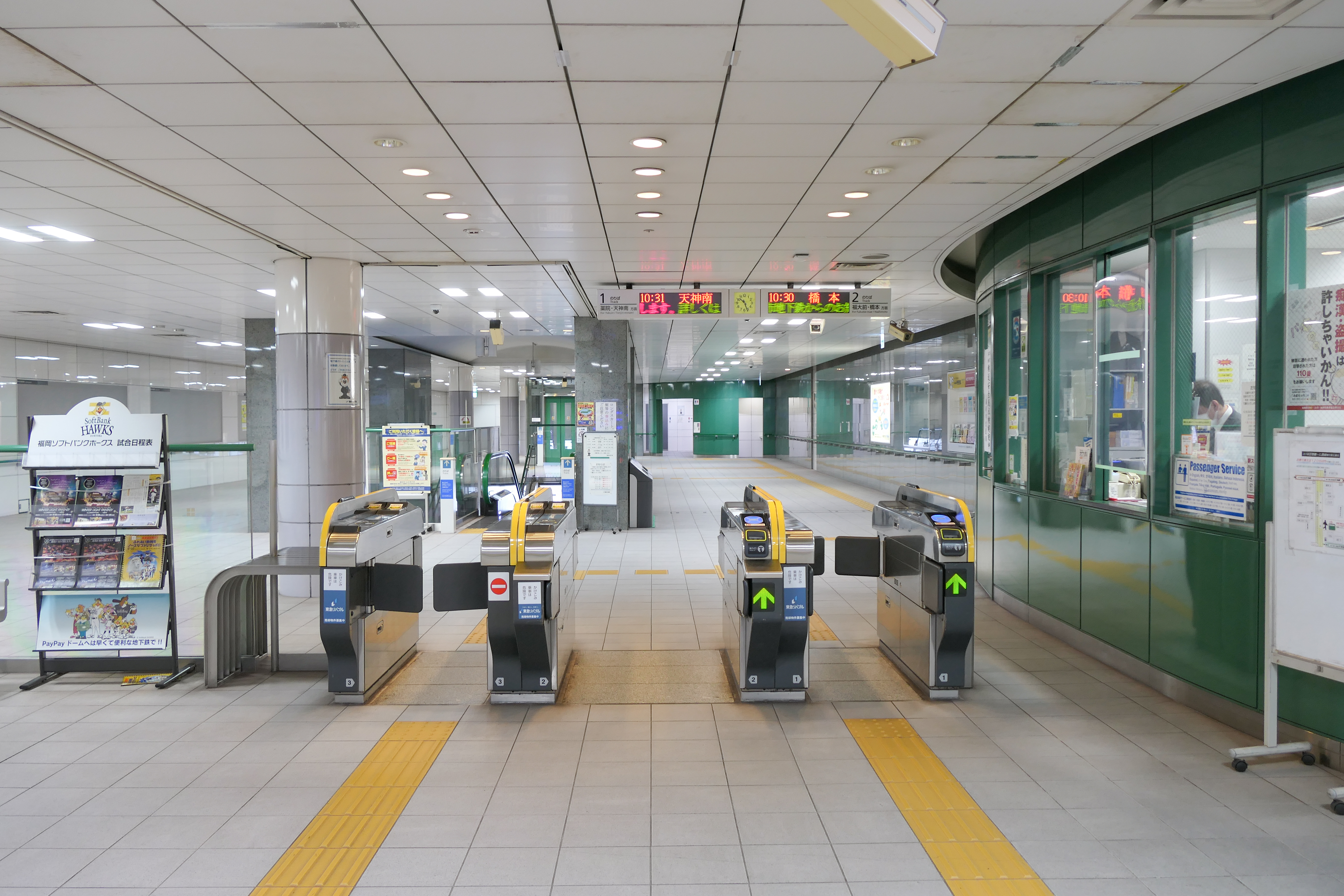
改札口（2022年12月）
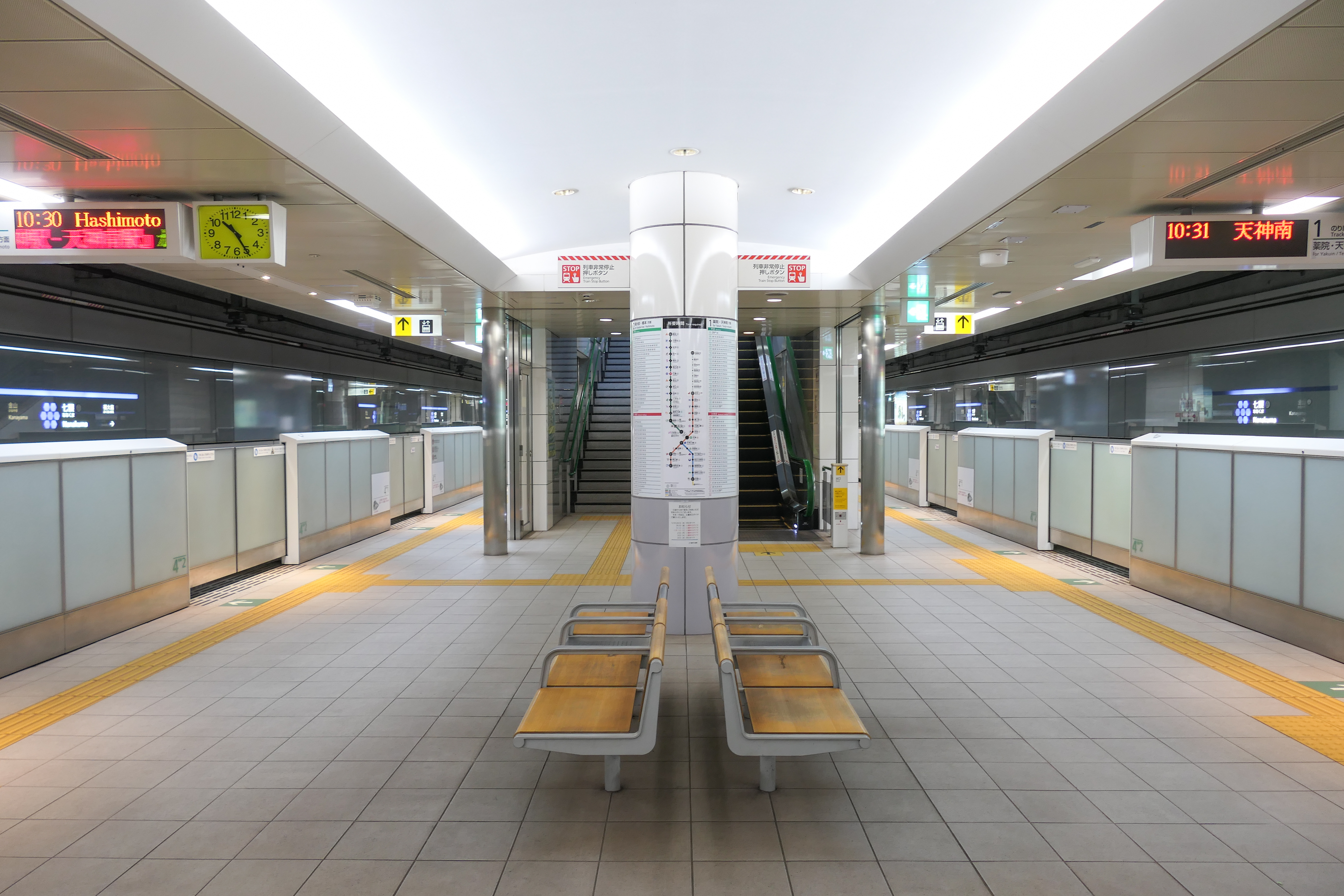
ホーム（2022年12月）
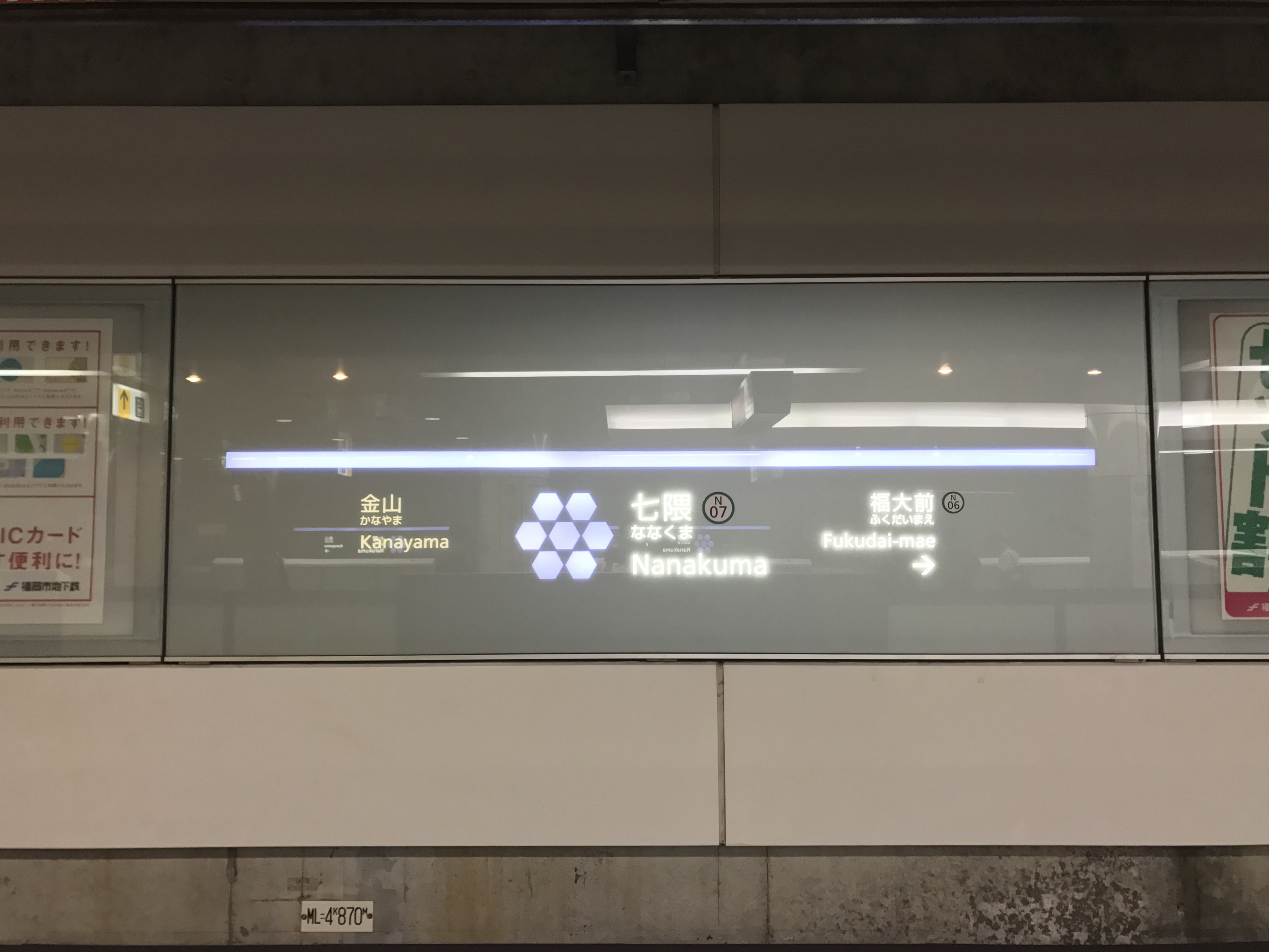
駅名標（2017年7月）

## 利用状況
2023年度の1日平均乗車人員は4,742人である。
開業以降の1日平均乗車人員の推移は下表のとおりである。
| 年度               | 1日平均 乗車人員 |
| ------------------ | ---------------- |
| 2004年（平成16年） | 2,176            |
| 2005年（平成17年） | 2,181            |
| 2006年（平成18年） | 2,605            |
| 2007年（平成19年） | 2,922            |
| 2008年（平成20年） | 3,155            |
| 2009年（平成21年） | 3,368            |
| 2010年（平成22年） | 3,458            |
| 2011年（平成23年） | 3,549            |
| 2012年（平成24年） | 3,861            |
| 2013年（平成25年） | 4,099            |
| 2014年（平成26年） | 4,339            |
| 2015年（平成27年） | 4,601            |
| 2016年（平成28年） | 4,914            |
| 2017年（平成29年） | 4,926            |
| 2018年（平成30年） | 5,068            |
| 2019年（令和元年） | 5,131            |
| 2020年（令和02年） | 2,695            |
| 2021年（令和03年） | 3,601            |
| 2022年（令和04年） | 4,131            |
| 2023年（令和05年） | 4,742            |

## 駅周辺
福岡大学の北に位置することから、周辺はアパートや居酒屋などが並ぶ学生街となっている。
- 福岡大学工学部
- 福岡県警察城南警察署
- 福岡市立七隈小学校
- 城南市民センター
- 福岡東洋陶磁美術館
- 西南杜の湖畔公園
- 七隈集会所
- NTT西日本七隈交換所
- 福大通り
- 七隈ファミリープラザ
- 菊池神社
- 西鉄バス「七隈四角」停留所
- ファミリーマート福岡七隈駅東口店
- ファッションセンターしまむら干隈店

## 隣の駅
福岡市交通局
 七隈線
福大前駅 (N06) - 七隈駅 (N07) - 金山駅 (N08)